# Pêcheurs en mer
Pêcheurs en mer (Fishermen at Sea) est un tableau de Joseph Mallord William Turner, peint en 1796. 

## Histoire
Il fut pour la première fois exposé au Royal Academy.
Ce tableau monochrome de marine est à la fois réaliste (l'effet de Lune et ses reflets sur la mer) et romantique (atmosphère). Le sentiment de la puissance écrasante de la nature est le thème-clé pour définir le sublime. La puissance de la Lune contraste avec la vulnérabilité délicate de la lanterne vacillante, soulignant la puissance de la nature sur l'humanité et le sort des pêcheurs en particulier. Les silhouettes dentelées sur la gauche sont les rochers perfides appelés "les Aiguilles" au large de l'île de Wight.
Le tableau a été acquis par le Tate Gallery en 1972